# Nessaea
Genre
Nessaea est un genre de lépidoptères (papillons) de la famille des Nymphalidae et de la sous-famille des Biblidinae.

## Dénomination
- Le genre Nessaea a été décrit par l'entomologiste allemand Jakob Hübner en 1819[1].
- L'espèce type est Papilio ancaeus (Linnaeus, 1758) actuellement Eunica monima.

### Synonymie
- Polychroa (Billberg, 1820)[2]
- Epicallia (Erichson, 1848)[3]

## Taxinomie
Liste des espèces
- Nessaea aglaura (Doubleday, 1848)
- Nessaea batesii (C. & R. Felder, 1860)
- Nessaea hewitsonii (C. & R. Felder, 1859)
- Nessaea obrinus (Linnaeus, 1758)

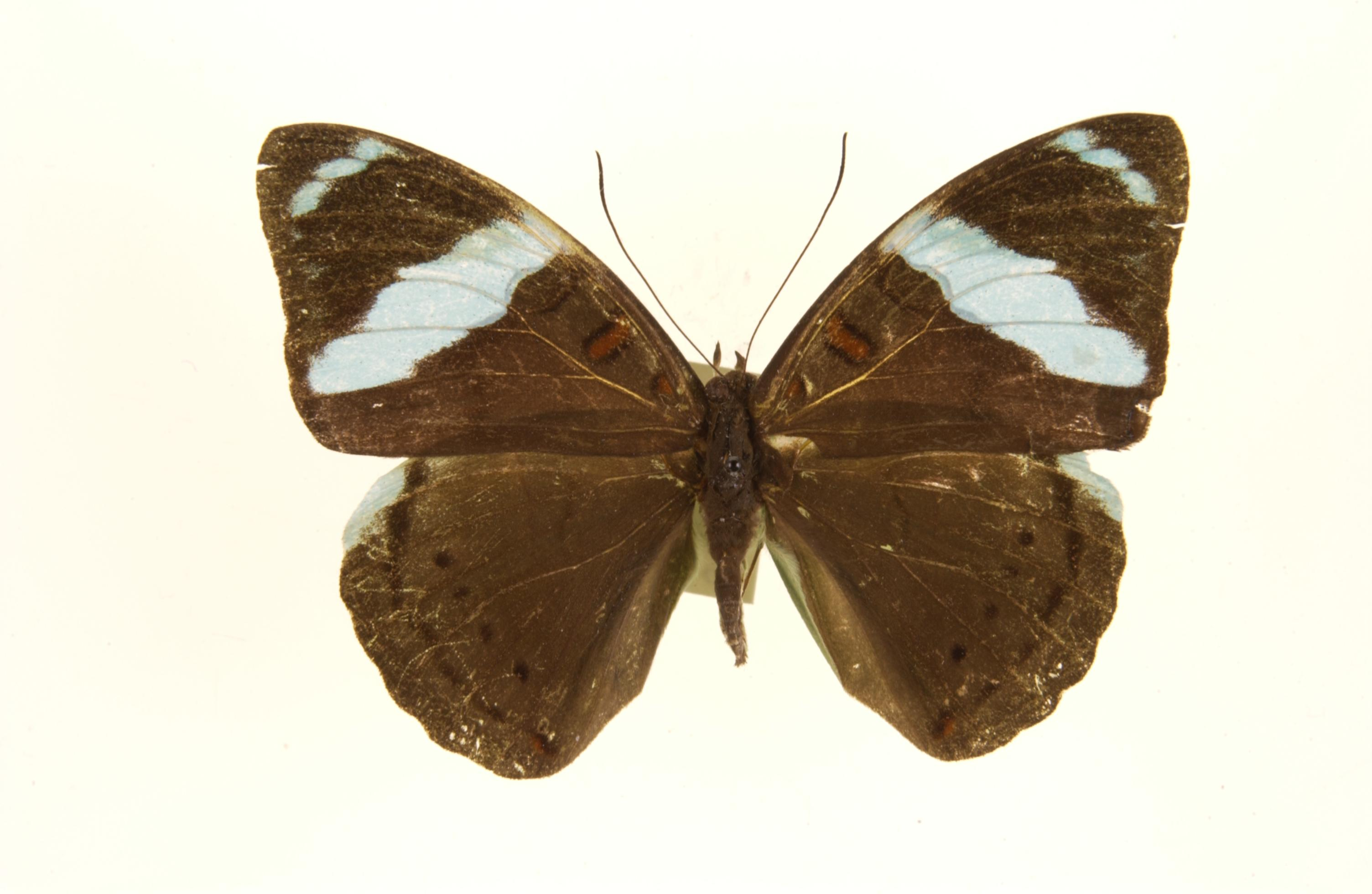
Nessaea aglaura
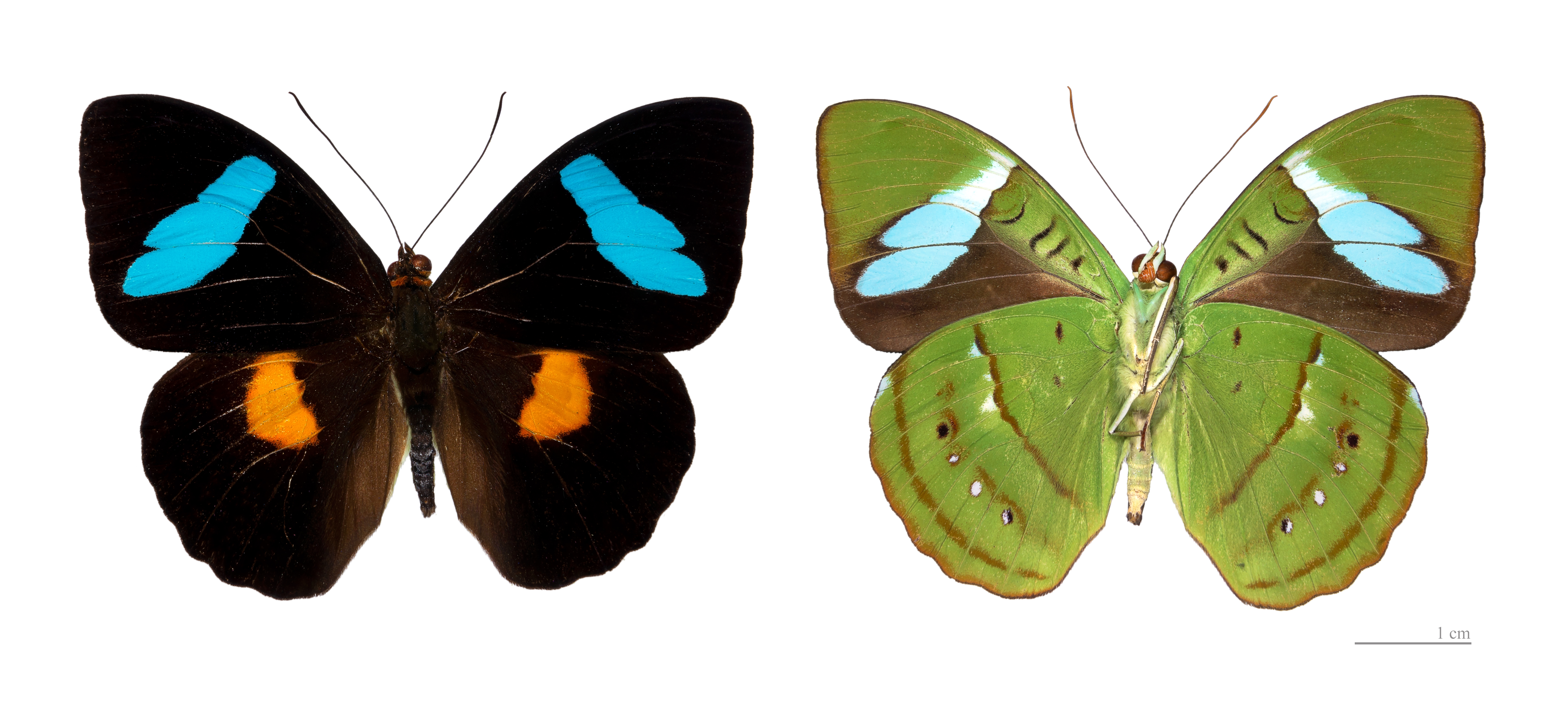
Nessaea batesii   - MHNT
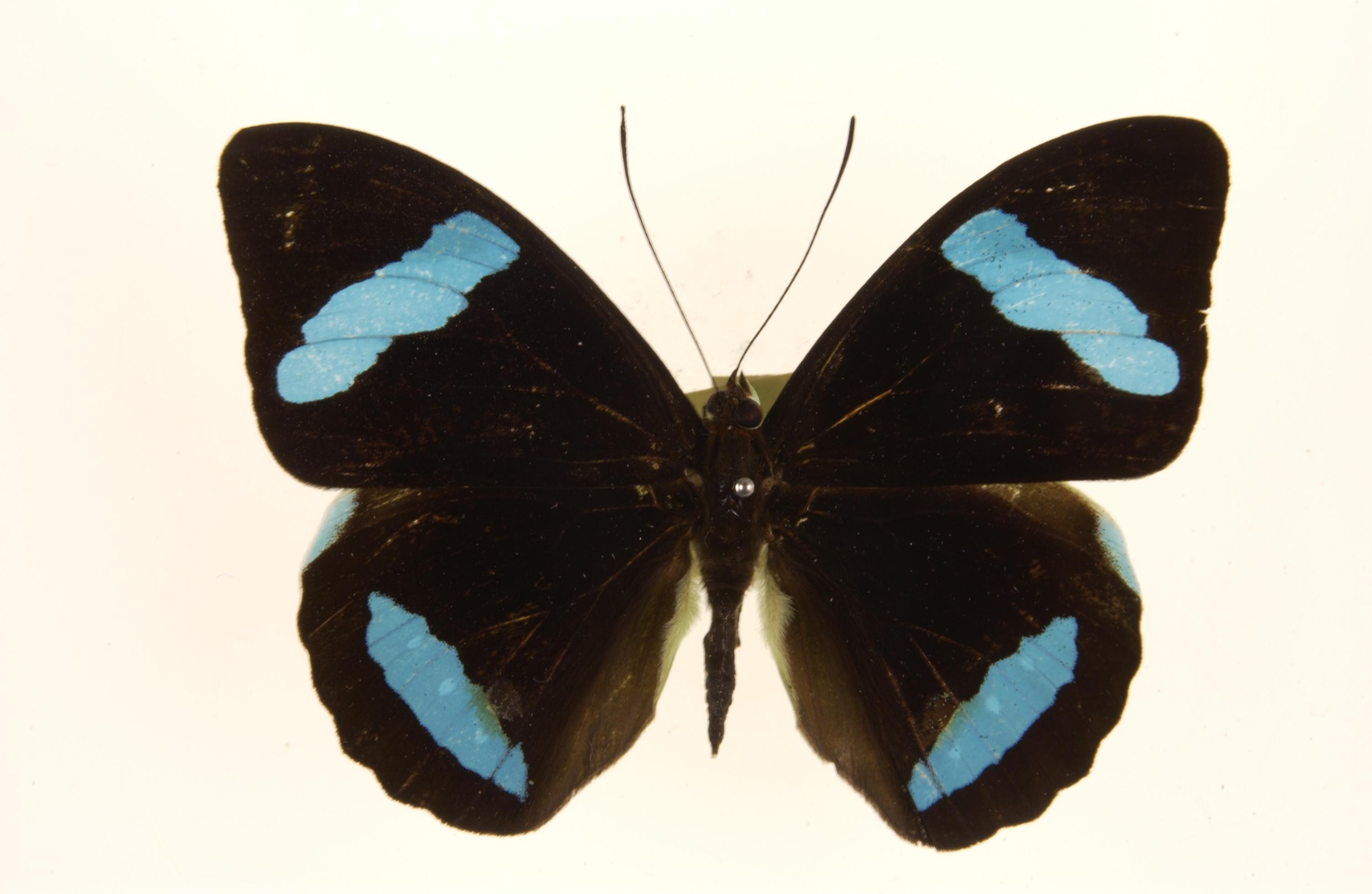
Nessaea hewitsonii
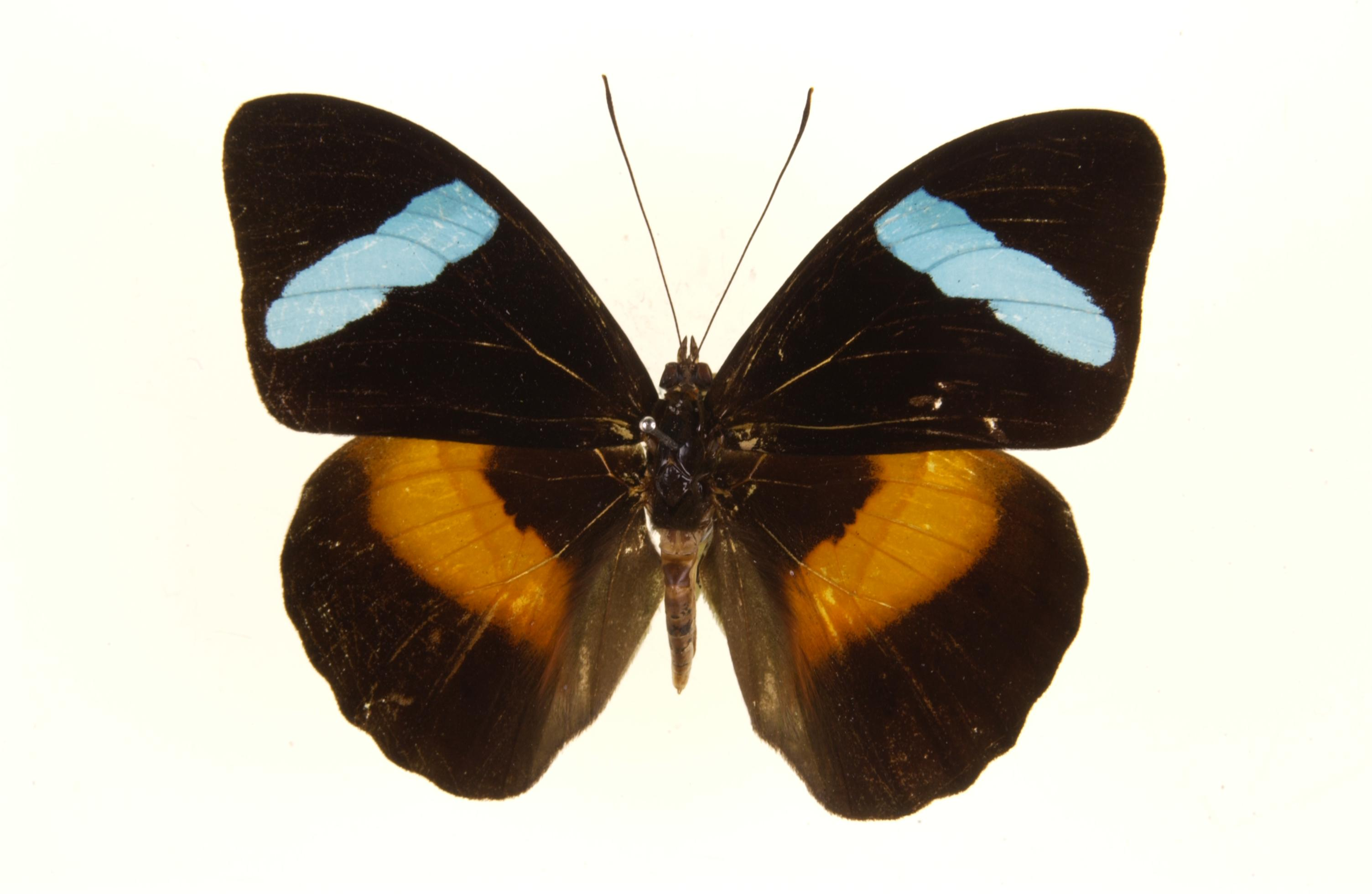
Nessaea obrina

## Répartition
Ils résident tous en Amérique du Sud et pour certains aussi dans le sud de l'Amérique du Nord .